# Саузерн, Терри
Терри Саузерн (англ. Terry Southern; 1 мая 1924 — 29 октября 1995) — американский писатель-битник, публицист, сценарист и преподаватель университета.

## Книги
- «Кэнди»[англ.] (1958) — совместно с Мейсоном Хоффенбергом[англ.]

## Сценарии
- Доктор Стрейнджлав, или Как я перестал бояться и полюбил бомбу (1964)
- Незабвенная (1965)
- Коллекционер (1965)
- Цинциннати Кид (1965)
- Казино «Рояль» (1967)
- Барбарелла (1968)
- Беспечный ездок (1969)
- Конец дороги (1969)
- Чудотворец (1969)
- Телефон (1988)